# Tanjung Minjei
Tanjung Minjei is een bestuurslaag in het regentschap Aceh Timur van de provincie Atjeh, Indonesië. Tanjung Minjei telt 1689 inwoners (volkstelling 2010).